# Pakoszówka
Pakoszówka (en ukrainien : Пакошівка) est un village polonais de la commune (gmina) de Sanok, dans le powiat du même nom, Voïvodie des Basses-Carpates.

## Situation géographique
Le village se situe à 13 km au Nord Ouest de Sanok et à 45 km au Sud de Rzeszów, le chef-lieu de la voïvodie. Il est implanté dans la vallée qui sépare le massif du Kopacz (pl) du mont Wroczeń (pl), sur la Pijawka, affluent du Różowy (pl). Le village est traversé par la route provinciale DW 886, tronçon de l'axe qui relie Rzeszów et Sanok.

## Population
Avant la Seconde Guerre mondiale, une partie de la population était d'un groupe ethnique particulier, les Lemkos, affiliés aux Ruthènes. Ils ont été massivement déportés par le gouvernement polonais d'après-guerre.
Le village comptait 945 habitants en 2010.

### Sport
En 2008, a été fondé le club sportif KS Victoria Pakoszówka.

### Religion
Le village correspond à la paroisse catholique romaine Saint-Jean-Baptiste dans le doyenné de Grabownica.

## Histoire
Des recherches archéologiques permettent d'affirmer que les environs du village étaient habités à l'époque romaine.
Les origines historiques du village remonteraient à 1348, lorsque Nicholas Pakosz aurait reçu cette terre du roi Casimir, et c'est de lui que le village tiendrait son nom.
Au début du XXe siècle, le village était sur les terres de Paweł Tyszkowski (propriétaire de 604,7 ha dans la région en 1905), qui l'a légué dans son testament à l'Académie polonaise des arts et sciences (Polska Akademia Umiejętności).
Dans les années 1975-1998 la ville appartenait administrativement à la voïvodie de Krosno, dont la restructuration a partagé les terres entre la voïvodie des Basses Carpates et celle de Petite-Pologne.

### Personnalités liées au village
- Petro Kocyłowski (1845-1920), membre de la Diète de Galicie (en), lors de la troisième mandature (1870-1876), père de l'évêque martyr.
- Jozafat Kocyłowski (1876-1947), évêque gréco-catholique et martyr
- Włodzimierz Marczak (1922-) poète ukraino-polonais

## Source de la traduction
- (pl)/(en) Cet article est partiellement ou en totalité issu des articles intitulés en polonais « Pakoszówka » (voir la liste des auteurs) et en anglais « Pakoszówka » (voir la liste des auteurs).